# 2009年スラウェシ島の火球
2009年スラウェシ島の火球（2009ねんスラウェシとうのかきゅう、Sulawesi 2009 superbolide）は2009年10月8日、現地時間11時頃、インドネシアの南スラウェシ州ボネ県で、約10kmの範囲で爆発音が聞かれた事件である。隕石は高さ15 - 20 kmで爆発したと推定され、爆発エネルギーは10から50キロトンのTNT相当と見積もられ、直径5から10mの天体が地球の大気圏に衝突したと推定されている。
火球の残した隕石雲は撮影され、現地のテレビニュースで放映された。ウェスタンオンタリオ大学のエルザベス・シルバー(Elizabeth Silber)とピーター・ブラウン(Peter Brown)のレポートによると世界各地の数箇所の低周波観測装置が爆発を観測し、爆発地点がスラウェシ島南部のボネ付近と同定された。爆発エネルギーは10から50キロトンと推定され、おそらく推定上限値に近かったとしている。
5-10mの大きさの小天体の地球との衝突は平均して2年から12年に1度とされており、地表に損害を与える規模の天体衝突を起こすのは石質の天体であれば25m以上であると考えられている。